# Estadio de Béisbol Monterrey
Das Estadio de Béisbol Monterrey ist ein Baseballstadion in Monterrey im mexikanischen Bundesstaat Nuevo León. Das Stadion wurde im Juli 1990 eröffnet. 

## Nutzung
Das Estadio de Béisbol Monterrey ist das größte Baseballstadion in Mexiko. Es wurde 1990 vom Besitzer der Sultanes de Monterrey, José Maiz García, ehemaliger Spieler des Little League Weltmeisterteam, Industriales de Monterrey von 1957 und 1958, erbaut. Eine Absicht des Stadionneubaus war, ein MLB-Team nach Monterrey zu holen. Neben Baseball wird das Stadion auch für Sonderveranstaltungen genutzt.
Im Jahr 1996 fand in Estadio de Béisbol Monterrey eine Serie bestehend aus drei Spielen zwischen den San Diego Padres und den New York Mets aus der Major League Baseball statt. Dies war das erste Aufeinandertreffen von MLB-Teams überhaupt in Mexiko. Zudem absolvierten die Colorado Rockies und die San Diego Padres im April 1999 ein Spiel im Stadion.
Das Stadion befindet sich in unmittelbarer Nachbarschaft zum Estadio Universitario.